# أوسكار روميرو (لاعب كرة قدم مواليد 1996)
أوسكار روميرو (بالإنجليزية: Oscar Romero)‏ هو لاعب كرة قدم أمريكي في مركز الوسط، ولد في 8 أكتوبر 1996 في فلوريدا في الولايات المتحدة. لعب مع نادي نورث تكساس.